# ニッポーキング
ニッポーキングは日本の競走馬で、セントライト記念・クモハタ記念・安田記念・京王杯スプリングハンデキャップの優勝馬。日本の競馬の競走体系がまだ長距離重視であったTTG世代において短距離から中距離で実績を残した。

## 戦績
1975年（昭和50年）6月、郷原洋行が騎乗して札幌の新馬戦を9馬身差で勝ち上がった。次走2着後しばらく休養の後、4歳になると中山の条件特別と東京のオープン戦を連勝し、重賞未勝利ながら4戦3勝で日本ダービーへ挑戦、27頭中6番人気になった。この1976年の春のクラシック戦線は、トウショウボーイ・テンポイント・クライムカイザーの三強を中心に回っており、ニッポーキングは9着に終わった。
それでも、秋には古馬に伍して京王杯オータムハンデキャップで1番人気に支持され2着。4歳限定のセントライト記念（2400メートル）では、トウショウボーイ・テンポイント・クライムカイザー不在の中、重賞初勝利を遂げた。
次走の菊花賞ではトウショウボーイ・クライムカイザー・テンポイントに次ぐ4番人気に推されたが、グリーングラスの13着に大敗した。中距離に戻った12月のクモハタ記念（1800メートル）では古馬を破って勝ち、その後は適距離の中距離に絞って出走する事となった。この年、4歳馬（当時の馬齢表記。2001年以降の馬齢表記では「3歳」）のランキングでは、トウショウボーイ、クライムカイザー、グリーングラス、テンポイント、二冠牝馬テイタニヤに次ぐ6番手の評価を受け、58キロのハンデを与えられた。
5歳時（1977年（昭和52年））には、京王杯スプリングハンデキャップ（1800メートル）とオープンのニュージーランドトロフィー（1800メートル）を連勝した。この年のフリーハンデでは59キロの評価で、古馬の中では7番目の高評価である 。
6歳時（1978年（昭和53年））には、東京のオープン戦（1400メートル）を7馬身差でレコード勝ち、安田記念（1600メートル、当時はハンデ戦）を6馬身差で勝ち、函館のUHB杯（1200メートル）でも7馬身差のレコード勝ちで3連勝を収めた。この年のフリーハンデは58キロ（古馬10位）だった。この年の年末のクモハタ記念5着を最後に競走馬を引退した。

## 引退後
引退後は種牡馬入りし、ひまわり賞とその前身である九州産3歳特別の勝ち馬をそれぞれ1頭ずつ送り出すなど九州産馬の父としてそこそこの実績を残した。1987年に死亡した。

## 主な産駒
- ウィステリアガール（1989年ひまわり賞）[5]
- カシノテンザン（1985年九州産3歳特別）[6]
- エンゼルプリンス（1984年ジュニアゴールデン賞（高知））[7]

## 血統表
| ニッポーキングの血統（プリンスローズ系/Nasrullah 4×4=12.50%（母内）、Nearco 4×5×5×5=15.63%、Mumtaz Begum 4×5×5=12.50%） | ニッポーキングの血統（プリンスローズ系/Nasrullah 4×4=12.50%（母内）、Nearco 4×5×5×5=15.63%、Mumtaz Begum 4×5×5=12.50%） | ニッポーキングの血統（プリンスローズ系/Nasrullah 4×4=12.50%（母内）、Nearco 4×5×5×5=15.63%、Mumtaz Begum 4×5×5=12.50%） | （血統表の出典）  | （血統表の出典） |
| 父 *プロント Prompt 1963 黒鹿毛                                                                                         | 父の父Prince Taj 1954 鹿毛                                                                                              | Prince Bio | Prince Rose       | Prince Rose      |
| 父 *プロント Prompt 1963 黒鹿毛                                                                                         | 父の父Prince Taj 1954 鹿毛                                                                                              | Prince Bio | Biologie          |                  |
| 父 *プロント Prompt 1963 黒鹿毛                                                                                         | 父の父Prince Taj 1954 鹿毛                                                                                              | Malindi | Nearco            | Nearco           |
| 父 *プロント Prompt 1963 黒鹿毛                                                                                         | 父の父Prince Taj 1954 鹿毛                                                                                              | Malindi | Mumtaz Begum      |                  |
| 父 *プロント Prompt 1963 黒鹿毛                                                                                         | 父の母La Caravelle 1959 鹿毛                                                                                            | Worden | Wild Risk         | Wild Risk        |
| 父 *プロント Prompt 1963 黒鹿毛                                                                                         | 父の母La Caravelle 1959 鹿毛                                                                                            | Worden | Sans Tares        |                  |
| 父 *プロント Prompt 1963 黒鹿毛                                                                                         | 父の母La Caravelle 1959 鹿毛                                                                                            | Barquerolle | Turmoil           | Turmoil          |
| 父 *プロント Prompt 1963 黒鹿毛                                                                                         | 父の母La Caravelle 1959 鹿毛                                                                                            | Barquerolle | La Capitane       |                  |
| 母 ミスマルミチ 1965 鹿毛                                                                                               | 母の父*ネヴァービート Never Beat 1960 栃栗毛                                                                            | Never Say Die | Nasrullah         | Nasrullah        |
| 母 ミスマルミチ 1965 鹿毛                                                                                               | 母の父*ネヴァービート Never Beat 1960 栃栗毛                                                                            | Never Say Die | Singing Grass     |                  |
| 母 ミスマルミチ 1965 鹿毛                                                                                               | 母の父*ネヴァービート Never Beat 1960 栃栗毛                                                                            | Bride Elect | Big Game          | Big Game         |
| 母 ミスマルミチ 1965 鹿毛                                                                                               | 母の父*ネヴァービート Never Beat 1960 栃栗毛                                                                            | Bride Elect | Netherton Maid    |                  |
| 母 ミスマルミチ 1965 鹿毛                                                                                               | 母の母キユーピツト 1957 鹿毛                                                                                            | Nearula | Nasrullah         | Nasrullah        |
| 母 ミスマルミチ 1965 鹿毛                                                                                               | 母の母キユーピツト 1957 鹿毛                                                                                            | Nearula | Respite           |                  |
| 母 ミスマルミチ 1965 鹿毛                                                                                               | 母の母キユーピツト 1957 鹿毛                                                                                            | *マイリー | Supreme Court     | Supreme Court    |
| 母 ミスマルミチ 1965 鹿毛                                                                                               | 母の母キユーピツト 1957 鹿毛                                                                                            | *マイリー | Lusignan F-No.7-e |                  |

半姉に不運なアクシデントにより消化不良な競走馬生活に終わったものの、繁殖牝馬でその借りを返した華麗なる一族中興の祖・イットーがいる。なお、ニッポーキングも華麗なる一族の一員であるが、一族の他の代表メンバーであるヤマピット（伯母）・ミスマルミチ（母）・イットー（姉）・ハギノトップレディ（姪）・ハギノカムイオー（甥）等とは違い、少数派の関東所属であった。